# Cracca mollis
Cracca mollis là một loài thực vật có hoa trong họ Đậu. Loài này được (Kunth) Benth. mô tả khoa học đầu tiên năm 1854.